# 이축 (1538년)
이축(李軸, 1538년 ~ 1614년 1월 8일)은 조선 중기의 왕족, 문신이자 통역관이다. 정여립의 옥사에 참여한 공로로 뒤에 평난공신 1등에 완산군에 봉작되었고, 후에 완산부원군으로 진봉되었다. 임진왜란 당시에는 선조의 어가를 호종하지 않았다 하여 탄핵당했으나, 의병장 심수경의 부장으로 일본군과 교전하였다. 자(字)는 자임(子任), 호(號)는 사촌(沙村)이다. 시호는 안양(安襄)이다.
1567년(선조 즉위) 식년과 생원에 합격하고 1576년(선조 9년) 식년문과에 을과로 급제했다. 안악군수 재직 중 정여립의 옥사를 공동으로 고변한 공으로 승진, 공조참판이 되고, 이후 공조참판, 형조판서, 의정부우참찬 등을 역임했다. 임진왜란 당시 어가를 호종하지 않은 일로 사간원의 탄핵을 받기도 했으며,  1597년 공조판서가 되었다. 명나라의 제독 등이 방문할 때 사절단으로 명나라 사신을 접견하기도 했다. 사후 의정부영의정에 추증되고, 숙종 때 안양의 시호가 추서되었다.

## 생애
태종의 아들 양녕대군 이제의 4대손으로, 아버지는 창선대부  행극포수(行克浦守)로 극포군(極浦君)에 추증된 이희남(李希男)이고, 어머니는 의령남씨로 이조참판 남세준(南世準)의 딸이다. 증조부는 순성군 이개(順城君 李言+豈))이고, 할아버지는 순성군의 차남으로 헌양부정(獻陽副正)과 헌양정(獻陽正)을 지내고 헌양군(獻陽君)에 추증된 이사조(李嗣祖)이다. 형 이식은 진사시에 합격한 후 음서로 도사를 역임했다.
네 살 때 어머니 남씨를 잃고 아버지 극포수는 길러 줄 어머니가 없는 것을 가엽게 여겨, 아들이 잘 자라 주기만을 바라며 공부를 시키지 않아, 그는 나이 12세가 되어서 처음으로 글을 배우기 시작했다 한다.
유학(幼學)으로 1567년(선조 즉위) 정묘 식년시 생원에 3등으로 입격하였으며, 1576년(선조 9년) 식년 문과에 을과 3등으로 합격하였다.
안악군수(安岳郡守)로 재직 중 1589년 한준(韓準), 박충간(朴忠侃), 한응인(韓應寅) 등과 함께 정여립(鄭汝立)의 모역을 조정에 고변하여 그해 말 공신에 특별 책록되었다. 어떻게 고변하였는가는 선조실록에는 상세히 나타나지 않으나, 선조수정실록에 의하면 1589년(선조 22년) 10월 1일 황해도 관찰사 한준(韓準), 재령 군수(載寧郡守) 박충간(朴忠侃), 신천 군수(信川郡守) 한응인(韓應寅) 등과 공동으로 연서를 올렸다 한다. 1589년 12월 공조참판에 임명되고, 12월 29일에 왕명으로 공신으로 임명되었다.
1590년 8월 평난공신(平難功臣) 1등으로 추충 분의 병기 협책 평난 공신(推忠奮義炳幾恊策平難功臣)에 녹훈되고, 완산군(完山君)에 봉작되었다. 1590년 다시 공조참판이 되고, 그해 형조판서로 승진하였으나 사간원으로부터 인물이 부적합하다는 탄핵을 받았으나 큰 공이 있다는 이유로 선조가 거절하였다. 헌부와 간원에서 여러번 그의 일을 아뢰었지만 선조가 모두 무마시켰다. 1591년 형조판서가 됐다가 그해 12월 1일 의정부우참찬으로 전직되었다.
1592년(선조 25년) 임진왜란 발발 당시 선조의 어가를 호종하는데 참여하지 않아, 그해 11월 사간원 등의 탄핵을 받았으나 선조가 이를 무마시켰다. 사간원의 거듭된 탄핵으로 같은 달 삭탈되었다. 이후로도 어가를 호종하지 않은 일로 사간원으로부터 여러번 공격을 당했다. 1593년(선조 26년) 6월 선조의 명으로 그의 직첩을 특별히 돌려받자, 사간원으로부터 여러번 논핵당했으나 선조가 무마시켰다. 그해  접반사(接伴使)로 명나라의 제독을 접견하였고, 건의대장(建義大將) 심수경(沈守慶)의 휘하 부장으로 출정하여 일본군과 교전하였다. 1596년 경연특진관(特進官)으로 조정에 참여하고, 1597년 공조판서가 되었다.
공조판서에 임명되자, 명나라의 사신 경리(經理)가 올 때 의주(義州)로 영접하러 가게 되자, 멀리 가는 것을 꺼려 병을 이유로 들었다 하여 사헌부지평 오백령(吳百齡)의 탄핵을 받았으나, 늙고 병들었다는 이유로 임금이 무마시켰다. 1597년(선조 30년) 예조로부터 정유재란 때 해상에서 전사한 명나라 부총병 등자룡(鄧子龍)의 치제관으로 추천됐으나, 선조가 국내 장수보다 명나라 장수를 먼저 제사함이 그르다 하여 거절하였다.
1597년 8월 22일 한성부판윤이 되고, 1598년 8월 7일 다시 한성부판윤에 임명되었으며 1599년 2월 25일 다시 완산군에 봉작되었다. 그해 부원군(府院君)으로 진봉하였다. 1601년 특별히 숭정(崇政)에 가자(加資)되었고, 1601년 판중추부사가 되었다가 이듬해 다시 완산군으로 개봉되었다. 이후 좌참찬을 거쳐 1604년 숭록(崇祿)으로 승진하고 곧 기로소에 들어갔으며, 1607년 기로소 당상(耆老所堂上)으로 특명으로 가자되자 이를 사양했으나 왕이 듣지 않았다. 1608년 광해군 즉위 후 유영경의 죄상을 논하는 9가지 죄를 상소로 올렸으나 광해군이 이를 거절하였다.
1608년(광해군 즉위) 유영경의 옥사 직후 정운원종공신 1등(定運功臣一等)에 책록되었다. 1611년(광해군 3) 보국숭록(輔國崇祿)에 올라 완산부원군에 진봉되었다.

### 사후
1614년 3월 9일 시신은 경기도 과천현 광명동(果川縣 廣明洞 현, 경기도 과천시 문원동)에 매장되었다. 비문은 그해 6월 이항복이 비문을 짓고 가선대부 동지돈녕부사 김현성(金玄成)이 글씨를 썼다.
사후 바로 증 의정부영의정으로 추증되었다. 진주유씨 유정에게 시집간 딸이 1명 있어, 친족으로 무과 군수 이신로의 아들 응명을 양자로 삼았다. 1718년(숙종 44년) 안양의 시호가 추서되었다. 묘비문은 오성 이항복이 지었다.

## 기타
그는 낚시, 시문(詩文), 바둑을 좋아했다 한다.

## 같이 보기
- 정여립의 난
- 양녕대군